# Alexander Ernst Fesca
Alexander Ernst Fesca (ur. 22 maja 1820 w Karlsruhe, zm. 22 lutego 1849 w Brunszwiku) – niemiecki kompozytor i pianista.

## Życiorys
Syn Friedricha Ernsta Fesci. Muzyki początkowo uczył się u ojca, debiutował jako pianista w wieku 11 lat. W wieku 14 lat wyjechał do Berlina, gdzie kształcił się u Carla Friedricha Rungenhagena i Augusta Wilhelma Bacha (kompozycja) oraz Wilhelma Tauberta (fortepian). Od 1839 roku koncertował jako pianista. W latach 1841–1842 był nadwornym muzykiem księcia Fürstenberga, następnie osiadł w Brunszwiku. 
Skomponował m.in. opery Mariette (wyst. Karlsruhe 1838), Die Franzosen in Spanien (wyst. Karlsruhe 1841), Der Troubadour (wyst. Brunszwik 1847) i Ulrich von Hutten (wyst. Karlsruhe 1849).